# Carsten Jørgensen
Carsten Jørgensen (né le 25 octobre 1970) est un athlète danois, spécialiste du cross-country et de la course d'orientation. 

## Biographie
Il remporte le titre individuel des championnats d'Europe de cross-country 1997, à Oeiras au Portugal, devant le Suédois Claes Nyberg et l'Ukrainien Serhiy Lebid.
Il détient les records du Danemark du 10 000 m et du semi-marathon.

### Palmarès

#### Athlétisme
| Date | Compétition                            | Lieu   | Résultat | Épreuve    | Temps |
| ---- | -------------------------------------- | ------ | -------- | ---------- | ----- |
| 1997 | Championnats d'Europe de cross-country | Oeiras | 1er      | Individuel |       |

#### Course d'orientation
| Date | Compétition                                   | Lieu     | Résultat | Épreuve   | Temps |
| ---- | --------------------------------------------- | -------- | -------- | --------- | ----- |
| 1995 | Championnats du monde de course d'orientation | Detmold  | 3e       | Classique |       |
| 1997 | Championnats du monde de course d'orientation | Grimstad | 1er      | Relais    |       |

### Records
| Épreuve       | Performance     | Lieu     | Date              |
| ------------- | --------------- | -------- | ----------------- |
| 10 000 m      | 27 min 54 s 76  | Lisbonne | 4 avril 1998      |
| Semi-marathon | 1 h 01 min 55 s | Uster    | 27 septembre 1998 |